# Kangal
Kangal (Kangal Çoban Köpeği) er en hunderace fra Tyrkiet. Den har fået sit navn efter distriktet Kangal i provinsen Sivas. Det er en hyrdehund og vagthund, en af flere lokale og regionale varianter af racen, der er blevet internationalt kendt under racenavnet anatolisk hyrdehund (Çoban Köpeği). Denne hund har været i dette område i flere tusinde af år. 
Kangal er en forbudt hunderace i Danmark. Forbuddet gælder både besiddelse og avl. Ydermere er det forbudt at avle krydsninger.

## Raceforbud
Den 1. juli 2010 blev den nuværende hundelov vedtaget i det danske Folketing, hvor racen kangal blev inkluderet i listen over forbudte hunde, der således blev ulovliggjort. Dog eksisterer der en såkaldt overgangsordning for hundeejere, som allerede på tidspunktet for vedtagelse af hundeforbuddet var i besiddelse af hunderacen kangal.